# Richtlijn Energiebelastingen
De Richtlijn Energiebelastingen (2003/96/EG; Engels: Energy Taxation Directive of ETD) is een Europese richtlijn die de kadervoorwaarden stelt voor de belasting van elektriciteit, motorbrandstoffen, luchtvaartbrandstoffen (kerosine en avgas) en de meeste verwarmingsbrandstoffen binnen de Europese Unie. De richtlijn is onderdeel van het energierecht van de Europese Unie; het belangrijkste element ervan is het vaststellen van minimumbelastingtarieven voor alle lidstaten.

## Doel en reikwijdte
De richtlijn is bedoeld om de goede werking van de interne energiemarkt van de EU te waarborgen en concurrentievervalsing door verschillende belastingstelsels te voorkomen. Daarnaast moet het ook bijdragen tot een koolstofarme, energiezuinige economie, dat wil zeggen een sturende werking uitoefenen met het oog op de bescherming van het milieu en het klimaat.
Hiertoe stelt het Europees minimumbelastingbedragen vast voor elektriciteit en voor brandstoffen wanneer deze worden gebruikt als motorbrandstof, vliegtuigbrandstof of verwarmingsbrandstof. De minimumbelastingbedragen variëren naargelang het type brandstof (benzine, kerosine, gasolie, vloeibaar gas en aardgas) en hun gebruik. Bij gebruik als verwarmingsbrandstof of bij gebruik in bijvoorbeeld stationaire motoren, landbouw- of bouwmachines voor openbare werken gelden lagere minimumbedragen dan bij gebruik als motorbrandstof. De lidstaten hebben uitgebreide vrijheid bij het ontwerpen van belastingen, de richtlijn vereist alleen dat de indirecte belastingen de minimumbedragen bereiken zonder de belasting over de toegevoegde waarde (btw).
Er zijn een paar uitzonderingen op de richtlijn:
- Lagere belastingen zijn toegestaan voor commerciële diesel.
- Om milieu- en gezondheidsredenen kunnen belastingvrijstellingen en -verlagingen worden verleend.
- Belastingvrijstellingen zijn mogelijk voor hernieuwbare energiebronnen en elektriciteit voor openbaar vervoer.
- Belastingverlagingen zijn mogelijk voor energie-intensieve bedrijven.
- Sommige energie-intensieve sectoren, zoals de metaalindustrie, evenals stoffen die voor verschillende doeleinden kunnen worden gebruikt, bijvoorbeeld voor zowel verwarming als productie van chemische stoffen, zijn vrijgesteld van de richtlijn.
- Er zijn ook een aantal speciale en overgangsregels voor veel lidstaten.

De lidstaten wordt geadviseerd de commerciële luchtvaart en de commerciële zeescheepvaart in de wateren van de Europese Gemeenschap grotendeels vrij te stellen, maar de lidstaten mogen deze uitzonderingen beperken (preambule §23). Zo mogen lidstaten een kerosinetaks heffen onder het minimumbedrag voor binnenlandse vluchten en vluchten tussen lidstaten die daarvoor een aparte bilateral overeenkomst hebben gesloten (Artikel 14(1)(b) en (2)).:4

## Ontwikkeling
De richtlijn verving Richtlijn 92/81/EEG en Richtlijn 92/82/EEG – die alleen de belastingen op minerale oliën harmoniseerde – na tien jaar onderhandelen. Europees primair recht, dat de rechtsgrondslag van de richtlijn is, vereist een unaniem besluit van de Europese Raad voor belastingrechtelijke vereisten. Voor wijzigingen in de richtlijn zijn ook unanieme besluiten vereist. Bij de invoering in 2004 lagen de belastingtarieven in de meeste landen boven de minimumbelastingbedragen. In 2008 vroeg de Raad aan de Commissie om met voorstellen te komen die de Richtlijn beter kunnen stroomlijnen met de energie- en klimaatdoelstellingen van de Europese Unie. De Commissie concludeerde in 2011 dat de richtlijn niet duurzaam was en de verkeerde stimulansen gaf. Het stelde een amendement voor die de minimumtarieven zou hebben vastgesteld op basis van energie-inhoud en CO2-emissies. Het voorstel stuitte echter op tegenstand vanuit Luxemburg, Polen en, volgens interne stemmen, ook Duitsland. In 2015 heeft de Commissie het voorstel uit haar werkprogramma verwijderd.
Volgens een evaluatierapport van Transport and Environment uit maart 2020 'is de Richtlijn Energiebelastingen (ETD) sinds 2003 niet meer herzien en deze moet geüpdatet worden als de Europese Unie echt werk wil maken van haar European Green Deal.'